# Digama sagittata
Digama sagittata is een vlinder uit de familie spinneruilen (Erebidae). De wetenschappelijke naam is voor het eerst geldig gepubliceerd in 1926 door Gaede.
De soort komt voor in tropisch Afrika.